# Schloss La Grande Riedera

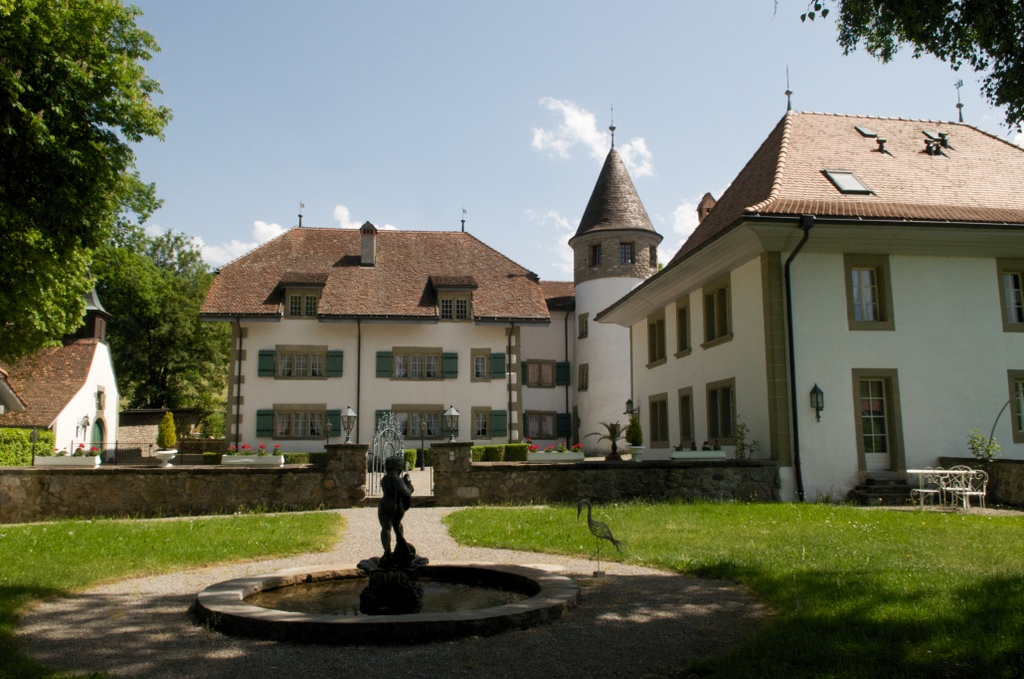
Das Schloss La Grande Riedera (2009)

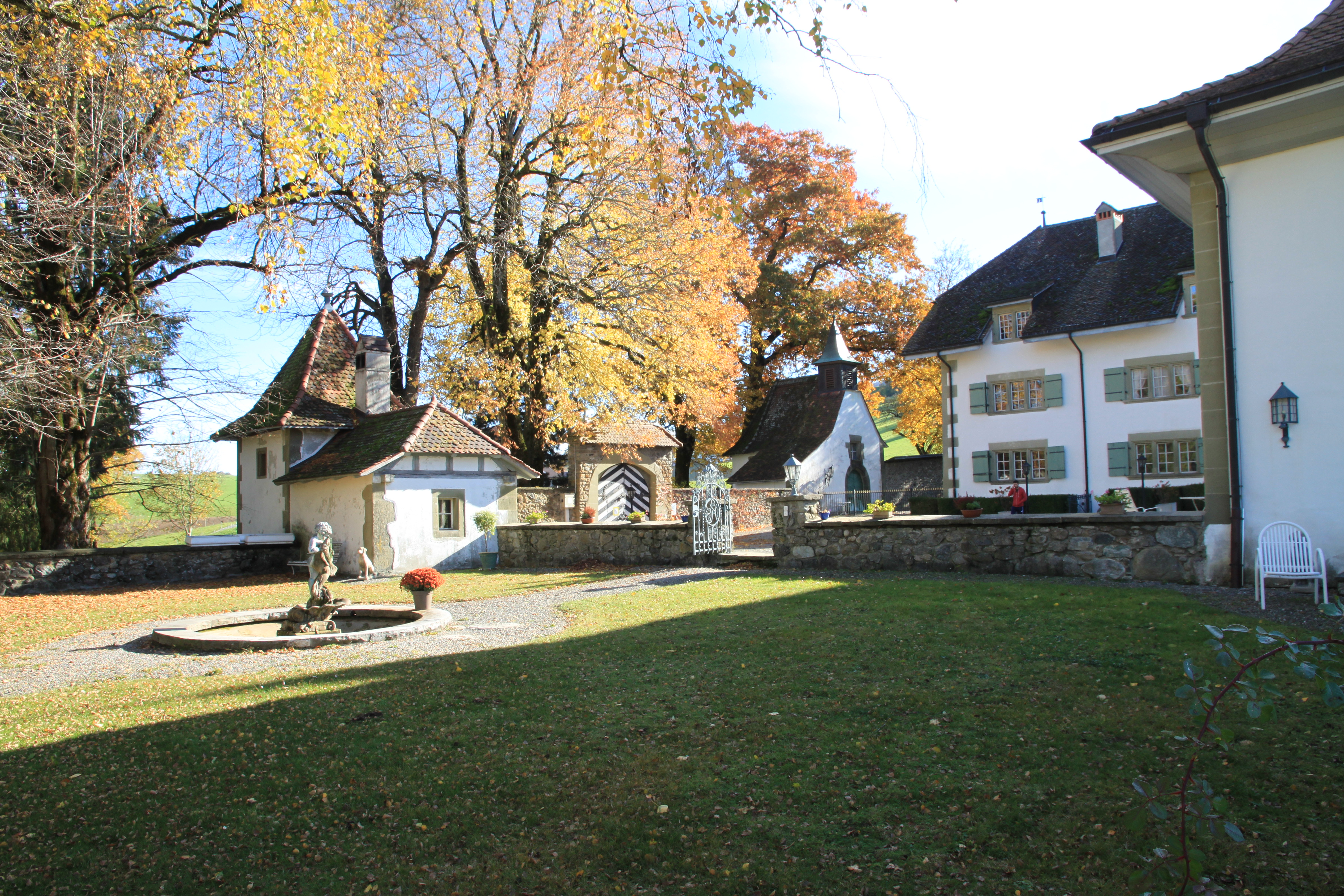
Schloss La Grande Riedera: Park mit Kapelle (2020)

Das Schloss La Grande Riedera (französisch Château de la Grande Riedera) ist ein kleines Landschloss in Essert, einer Ortschaft der Schweizer Gemeinde Le Mouret im Kanton Freiburg.
Das Schloss ist denkmalgeschützt, und zwar in der mittleren Schutzklasse (B-Objekt).

## Geschichte
Die heutige Schlossanlage entstand durch Aufteilung des sogenannten Petit-Riedera, das am Ende des 16. Jahrhunderts für Marti Grottau errichtet wurde. Tobie Gottrau aus dem Zweig der Pensier begann zu Beginn des 17. Jahrhunderts mit dem Bau eines zweiten Herrenhauses namens Grand-Riedera. Mit Ausnahme der Pferdeställe waren die Arbeiten am Gebäudeensemble im Jahr 1639 vollendet.
In den Jahren 1890 und 1916 wurden Arbeiten an den Schlossgebäuden durchgeführt, die aber am Aussehen und an der Gebäudeanordnung nichts änderten. Anders verhielt es sich mit den ab 1937 durch den damaligen Eigentümer Georges Cailler begonnene Umgestaltungen.
Im Jahr 1962 wechselte das Anwesen in den Besitz von Fritz Schürch, dem Eigentümer der versammelten Tabakfabriken AG in Neuchâtel. Seine Nachkommen nutzten es ab 1983 als Ort für Ausstellungen, Konzerte und anderen kulturellen Veranstaltungen. Ihnen folgte 1989 die Fondation Monique Sophie Pobé Stöcklin, die das Anwesen in jenem Jahr erwarb und in den letzten Jahren vollständig restaurieren ließ. Das Schloss beherbergt heute eine Bed-&-Breakfast-Pension, und seine Räumlichkeiten können für Seminare sowie Feierlichkeiten gemietet werden.

## Beschreibung

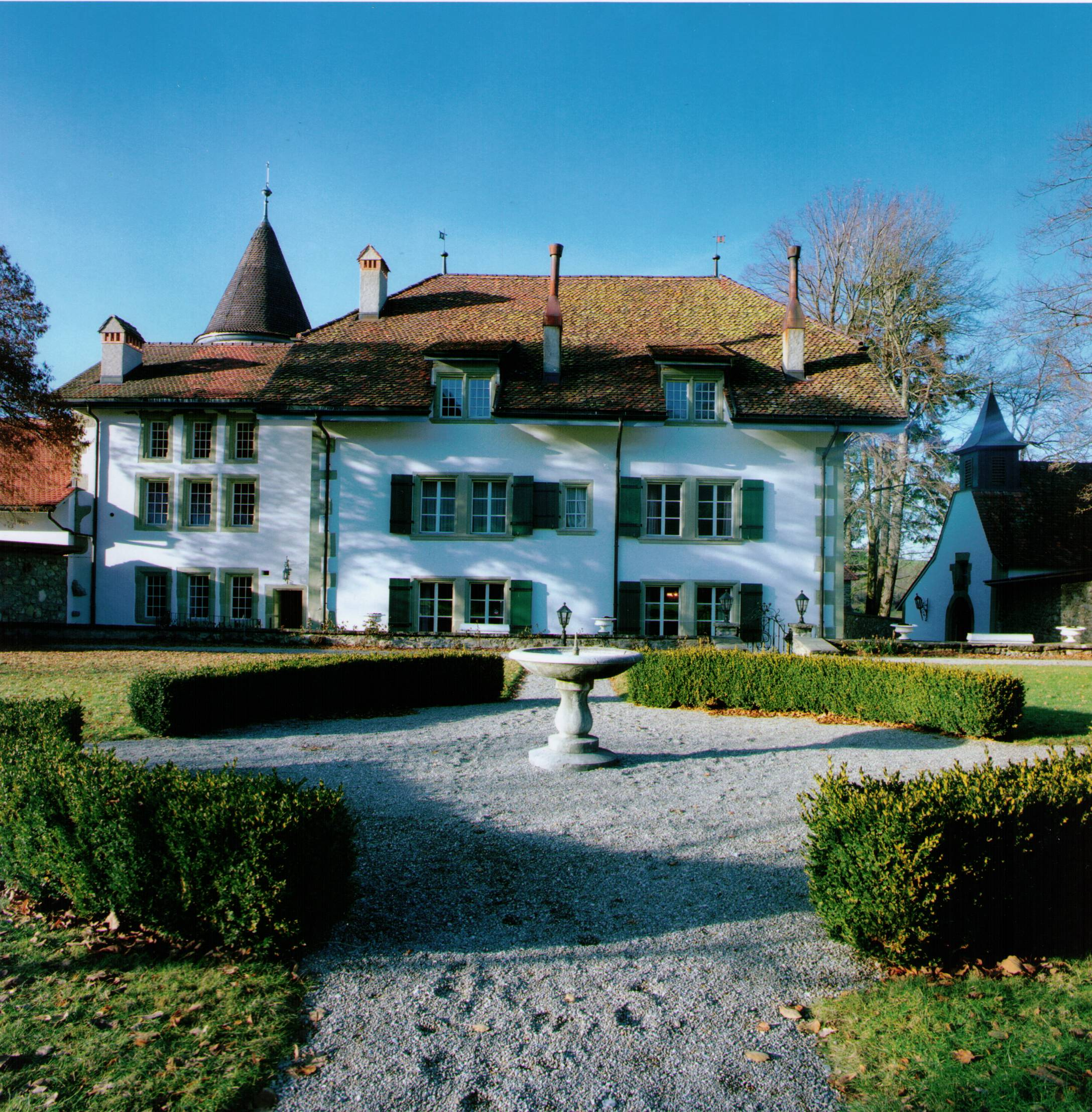
Ansicht vom Garten (2008)

Der Kunsthistoriker Aloys Lauper (siehe Lit.) beschreibt das Schloss wie folgt:

„Mit seiner Ringmauer, seinem Turm und seines Aufteilung – Kapelle, Wohnhaus, Stall, Speicher und Ofen – entspricht La Grande Riedera zweifellos bestens dem traditionellen Bild eines Schlosses.“

Zur kunsthistorisch wertvollen Inneneinrichtung gehören aufwändig gestaltete Decken, die Dekors im Kabinett des ersten Stockwerks sowie das Altarbild der Schlosskapelle, das Jean-François Reyff zugeschrieben wird.